# Lucjan Minkiewicz

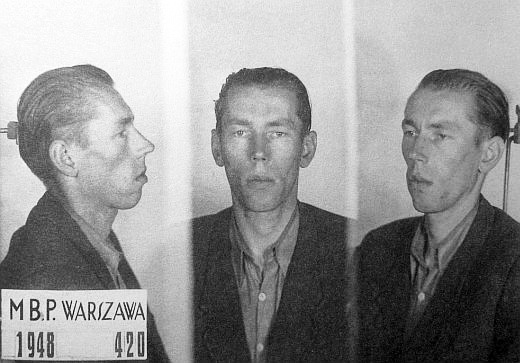
Lucjan Minkiewicz po aresztowaniu przez MBP

Lucjan Jan Minkiewicz ps. „Wiktor” (ur. 13 lub 30 grudnia 1918 w miejscowości Szunia w Rosji, zm. 8 lutego 1951 w Warszawie) – żołnierz ZWZ-AK na Wileńszczyźnie, dowódca 6 Brygady Wileńskiej w okresie powojennym.

## Życiorys

### Młodość
Był synem Antoniego Minkiewicza i Stanisławy z domu Lisowska. Na przełomie lat 1918/1919 przyjechał z rodziną do Polski. Początkowo mieszkał w Białymstoku, w 1931 przeniósł się do Wilna. Uczęszczał do Gimnazjum im. Króla Zygmunta Augusta w Wilnie, gdzie w 1937 zdał maturę. Następnie studiował inżynierię lądową na Politechnice Warszawskiej.

### Okres wojny
Studia przerwał wybuch wojny obronnej 1939. Wziął w niej udział jako ochotnik w szeregach 20 pułku piechoty, z którym walczył między innymi pod Kobryniem. W październiku 1939 powrócił do Wilna, gdzie zaangażował się w działalność konspiracyjną. Został członkiem Związku Walki Zbrojnej. Od marca 1940 pracował jako robotnik w Dyrdyszkach. Po ataku III Rzeszy na ZSRR znalazł się w oddziale partyzanckim AK Adama Boryczki ps. „Tońko”, późniejszej 6 Wileńskiej Brygadzie AK. Od stycznia do lipca 1944 był dowódcą drużyny w 2 plutonie 1 kompanii 6 Brygady. Otrzymał awans do stopnia podporucznika.
Brał udział w operacji Ostra Brama, czyli wspólnym zdobyciu przez AK i Armię Czerwoną Wilna. Po aresztowaniu w lipcu 1944 przez Sowietów dowództwa wileńskiego AK, przedostał się wraz z grupą byłych żołnierzy 6 Brygady przez Niemen z zamiarem pójścia na pomoc walczącej Warszawie. Ponieważ jednak okazało się to niemożliwe, pozostał w rejonie Białegostoku. Był członkiem sekcji likwidacyjnej Zygmunta Błażejewicza „Zygmunt” działającej w Obwodzie AKO Bielsk Podlaski. Został mianowany dowódcą 5 drużyny 2 plutonu 1 kompanii, tzw. „szturmowej”. 
W sierpniu 1944 przeszedł w białostockie, gdzie nawiązał kontakt z mjr. Zygmuntem Szendzielarzem ps. „Łupaszko”, który odbudowywał 5 Brygadę Wileńską do walki z komunistami. W obwodzie AK Bielsk Podlaski ponownie jego przełożonym został por. Zygmunt Błażejewicz „Zygmunt”. Pod jego komendą Lucjan Minkiewicz był odpowiedzialny za ochronę polskiej ludności przed terrorem oraz za likwidację funkcjonariuszy NKWD i UB. 5 kwietnia 1945 wyznaczony został zastępcą dowódcy 1 szwadronu odtwarzanej na Białostocczyźnie 5 Brygady Wileńskiej.

### Okres powojenny i śmierć
Po demobilizacji 5 Brygady Wileńskiej 4 października 1945 na własną prośbę pozostał w terenie i dowodził oddziałem partyzanckim.  W lutym 1946 jego szwadron otrzymał nazwę 6 Wileńskiej Brygady, kontynuującej tradycję 6 Wileńskiej Brygady AK i podległej w dalszym ciągu mjr. Zygmuntowi Szendzielarzowi „Łupaszce” oraz Komendzie Okręgu Wileńskiego AK, który w tym czasie ewakuował się na tereny Polskie centralnej.  Funkcję dowódcy 6 Wileńskiej Brygady pełnił do 19 października 1946, operując na Białostocczyźnie i Podlasiu. Przeprowadził wiele akcji zbrojnych i likwidacyjnych przeciwko oddziałom pacyfikacyjnymi NKWD, UB, MO, KBW między innymi pod Sikorami (walka z żołnierzami 2 pp 1 DP 8 sierpnia 1945), w Miodusach Pokrzywnych (18 sierpnia 1945), w Kleszczelach (rozbrajanie funkcjonariuszy UB i MO 11 listopada 1945) czy w Łempicach (walka z 2 pułkiem pogranicznym NKWD 29 XI 1945).
19 października 1946 podczas koncentracji 6 Brygady i części 5 Brygady w kolonii Rogawka, gmina Drohiczyn, został ze względu na stan zdrowia został urlopowany przez mjr. Zygmunta Szendzielarza i przekazał dowództwo swojemu zastępcy por. Władysławowi Łukasiukowi „Młotowi”, który kontynuował walkę na Podlasiu.
Lucjan Minkiewicz ukrywał się początkowo w Zakopanem. W styczniu 1948 zamieszkał z żoną Wandą „Danką” (z d. Czarnecka) we Wrocławiu. W ramach konspiracji Okręgu Wileńskiego AK utrzymywał ścisłe kontakty z „Łupaszką” i ppłk. Antonim Olechnowiczem „Pohoreckim”. Przez ppor. Antoniego Wodyńskiego miał również stałą łączność z oddziałem Władysława Łukasiuka ”Młota”. 30 czerwca 1948 r. uniknął wraz z żoną aresztowania, w ramach zorganizowanej ogólnopolskiej „Akcji X”, skierowanej przeciwko żołnierzom z Wileńszczyzny. Ukrył się we wrocławskim mieszkaniu wynajmowanym przez żonę „Młota”, Jadwigę Łukasiuk. Następnego dnia wraz z żoną wyjechali do Krakowa.
30 czerwca lub 1 lipca 1948 Lucjan Minkiewicz i jego ciężarna żona zostali aresztowani przez funkcjonariuszy Wydziału III WUBP w Krakowie. Ujęto ich po wejściu do „kotła” urządzonego w mieszkaniu Janiny Oszywowej – siostry Minkiewicza. Na czas śledztwa przetransportowano ich do Departamentu Śledczego MBP w Warszawie. 7 lipca 1948 postanowienie o tymczasowym aresztowaniu wydał wiceprokurator Naczelnej Prokuratury Wojskowej mjr Zenon Rychlik. Tymczasowe aresztowanie przedłużał kilkakrotnie skład sędziowski Wojskowego Sądu Rejonowego w Warszawie, ostatni raz 24 lipca 1950. 10 lipca 1948 Minkiewicz został osadzony w więzieniu przy ul. Rakowieckiej 37 w Warszawie. W więzieniu urodziła się jego córka Ewa. Syn Lucjana Minkiewicza został osadzony w domu dziecka.
Po brutalnym śledztwie 2 listopada 1950 w procesie grupowym Wojskowy Sąd Rejonowy w Warszawie skazał go na ośmiokrotną karę śmierci pod zarzutem dokonania "gwałtownych zamachów" na funkcjonariuszy sowieckiego i polskiego aparatu bezpieczeństwa, prowadzenia działalności wywiadowczej na rzecz obcego państwa oraz współpracy z Niemcami w okresie okupacji. 29 grudnia 1950 Najwyższy Sąd Wojskowy odrzucił skargę rewizyjną. 5 lutego prezydent Bolesław Bierut nie skorzystał z prawa łaski. 8 lutego 1951 o godz. 19:55 Lucjan Minkiewicz został zastrzelony przez st. sierż. Aleksandra Dreja w piwnicach więzienia mokotowskiego w Warszawie. W czasie egzekucji zginęli również współskazani na śmierć: o godz. 19:45 Henryk Borowski, o godz. 20:05 Antoni Olechnowicz i o godz. 20:15 Zygmunt Szendzielarz.
9 listopada 2007 został pośmiertnie odznaczony przez prezydenta RP Lecha Kaczyńskiego Krzyżem Komandorskim z Gwiazdą Orderu Odrodzenia Polski.
Szczątki Lucjana Minkiewicza zostały odnalezione przez zespół prof. Krzysztofa Szwagrzyka (IPN) w 2013 w kwaterze Ł Cmentarza Wojskowego na Powązkach w Warszawie. 
Został pochowany 22 września 2019 na Cmentarzu Wojskowym na Powązkach w Warszawie w Panteonie – Mauzoleum Wyklętych-Niezłomnych, w ramach wspólnej uroczystości pogrzebowej 22 ofiar reżimu komunistycznego odnalezionych przez Instytut Pamięci Narodowej.